# 真壁御殿
真壁御殿（まかべうどぅん）は、具志頭御殿一世・小禄王子朝奇の三男・向成毅、真壁按司朝盈を元祖とする琉球王族。第二尚氏の分家で、代々真壁間切（現・糸満市真壁地域）の按司地頭を務めた琉球王国の大名。
一世・朝盈は、祖母にあたる尚貞王継妃・真壁按司加那志の養子となったが、王妃を元祖とするのは畏れ多いので、本人が元祖となって真壁御殿を興した。三世・朝義の四男・真壁里之子親雲上朝顕は、「マカビチャーングヮ（真壁矮鶏小）」とあだ名された手（ティー）の達人だった。

## 系譜
- 一世・真壁按司朝盈
- 二世・真壁按司朝英
- 三世・真壁按司朝義
- 四世・真壁按司（名不詳）
- 五世・真栄平按司朝統
- 六世・真壁按司（名不詳）
- 七世・真壁按司朝伝